# Oraison
Oraison is een gemeente in het Franse departement Alpes-de-Haute-Provence (regio Provence-Alpes-Côte d'Azur). De gemeente telde 6.042 inwoners op 1 januari 2022. De plaats maakt deel uit van het arrondissement Digne-les-Bains.
De plaats is ontstaan bij een feodaal kasteel op de heuvel van Le Tholonet. Van dit kasteel resten enkel ruïnes. De kerk Notre-Dame du Thor is 17e-eeuws. De Pont Romain over de Rancure is in 1697 gereed gekomen. De brug over de Durance is van 1888. De gemeente heeft ook een hippodroom.
Tot de 19e eeuw was Oraison bekend voor de amandelteelt. Ook de teelt van zijderupsen was belangrijk.

## Geografie
De oppervlakte van Oraison bedroeg op 1 januari 2022 38,42 vierkante kilometer; de bevolkingsdichtheid was toen 157,3 inwoners per km².
Oraison ligt op de linkeroever van de Durance. De Asse mondt uit in de Durance ten zuiden van Oraison. Vlakbij liggen enkele meren, de Lacs des Buissonnades. Verder stroomt de stortbeek de Rancure door de gemeente. 
Los van het centrum van de gemeente liggen de gehuchten La Grande Bastide, Les Buissonnades, Saint-Pancrace en Les Coués. 
De onderstaande kaart toont de ligging van Oraison met de belangrijkste infrastructuur en aangrenzende gemeenten.

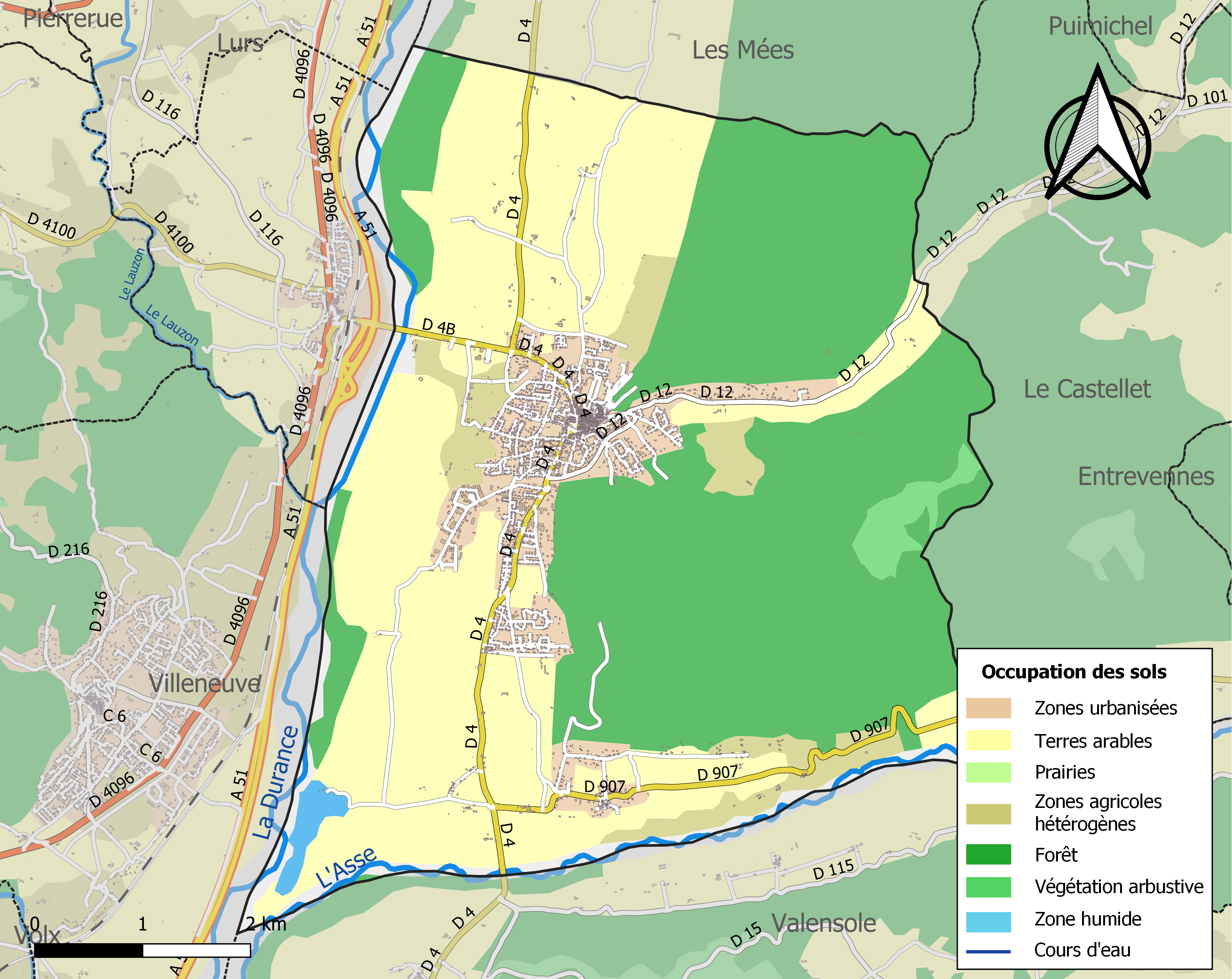

## Demografie
Onderstaande figuur toont het verloop van het inwonertal (bron: INSEE-tellingen).
Vanwege een beveiligingsprobleem met de MediaWiki Graph-software is het momenteel niet mogelijk deze grafiek weer te geven. Zodra de software is bijgewerkt zal de grafiek vanzelf weer zichtbaar worden.